# Nicolas Frochot
Nicolas Thérèse Benoît Frochot (* 20. März 1761 in Dijon, Département Côte-d’Or; † 29. Juli 1828 in Rouvres-sur-Aube, Département Haute-Marne) war ein französischer Verwaltungsbeamter und Politiker.

## Leben
Frochot entstammte einer wohlhabenden bürgerlichen Familie, sein Vater war der Jurist Jean Étienne Frochot (1720–1795), seine Mutter Antoinette Henriette Charpy (1730–1808). 
Er wurde Anwalt und heiratete 1785 mit 24 Jahren Denise Petit (1757–1832), eine Tochter des königlichen Notars Claude Petit, dessen Büro in Aignay-le-Duc er übernahm. Sein Sohn Étienne Frochot (1798–1828) wurde später Börsenmakler und reüssierte ebenfalls in der Politik. Unterstützt von seinem Schwiegervater wurde Frochot trotz der herrschenden instabilen politischen Lage mit Wirkung vom 25. März 1789 als Deputierter in die États généraux berufen. Dort arbeitete er bald u. a. mit Honoré de Mirabeau an einer neuen Verfassung, später wurde er dessen Testamentsvollstrecker.
Im Lauf der Revolution war Frochot in der Verwaltung des Départements Côte-d’Or beschäftigt, als ihn der Wohlfahrtsausschuss während der Terrorherrschaft verhaften und inhaftieren ließ. Maximilien de Robespierre setzte sich persönlich für Frochots Entlassung ein und ab Dezember 1799 bekam er auch seinen früheren Arbeitsplatz wieder. 
Während dieser Zeit wurde Frochot auch ein Anhänger Napoleon Bonapartes. Als sich am 9. November 1799 Napoleon mit seinem Staatsstreich zum Ersten Konsul der neuen französischen Republik ausrief, hatte er in Frochot einen begeisterten Unterstützer. Dafür wurde Frochot am 22. März 1800 zum Präfekt des Départements Seine-et-Paris befördert. Als solcher führte er viele Reformen durch. Er ließ Gefängnisse wie Conciergerie, Prison de l’Abbaye oder das Gefängnis Saint-Lazare umbauen und neu strukturieren. Unter seiner Leitung wurden Krankenhäuser wie das Hôpital des Quinze-Vingts, Val-de-Grâce und das Hôpital Saint-Louis modernisiert und er ließ die Friedhöfe Père-Lachaise und Montmartre vergrößern und umgestalten. Am Pariser Stadtrand ließ er mit großzügiger Planung die Friedhöfe Passy und Montparnasse neu anlegen. Neben vielen Projekten an öffentlichen Straßen und Gebäuden war ihm auch die Heimerziehung in den Waisenhäusern ein Anliegen.
Als General Claude François de Malet am 23. Oktober 1812 in Paris gegen Napoleon putschte, gab Frochot alle seine Ämter zurück und setzte sich auf Château d’Etuf (Rouvres-sur-Aube) zur Ruhe. Während Napoleons Herrschaft der Hundert Tage wirkte Frochot als Präfekt des Département Bouches-du-Rhône. Während der Restauration wurde in der Chambre introuvable der Abgeordnete Vincent-Marie Viénot de Vaublanc sein Nachfolger. 
Frochot starb mit 67 Jahren in Rouvres-sur-Aube im Château d’Etuf und fand seine letzte Ruhestätte auf dem Friedhof Père-Lachaise (Division 37) in Paris. Sein Herz wurde jedoch entnommen und in der Kirche von Aignay-le-Duc beigesetzt.

## Ehrungen
- Großoffizier der Ehrenlegion
- Comte d’Empire
- Conseiller d’état honoraire
- Die Rue Frochot, eine Straße im 9. Arrondissement von Paris, wurde ihm zu Ehren benannt
- Die Avenue Frochot, eine Privatstraße im 9. Arrondissement von Paris, wurde ihm zu Ehren benannt